# Silken Windhound
Silken Windhound är en hundras framavlad i USA. Det är en långhårig vinthund.

## Historik
Silken Windhound utvecklades av Francie Stull som tidigare avlat borzoi. Rasen avlades fram med hjälp av borzoi, lurchers och whippet. Den första Silken Windhound-kullen föddes 1985. Rasen erkändes av amerikanska United Kennel Club 2011.
Erkänd av följande FCI-anslutna kennelklubbar:
- Kinološka Zveza Slovenije, Slovenien (2004)
- Société Cynologique Suisse, Schweiz (2022)
- Magyar Ebtenyésztök Orszagos Egyesülete, Ungern (2022)
- Verband für das Deutsche Hundewesen (VDH), Tyskland (2023)

## Egenskaper
Rasen beskrivs som alert, vänlig och intelligent. Eftersom det är en vinthundsras behöver den få springa några gånger i veckan, helst vare dag. Som andra vinthundar har  stark jaktinstinkt och bör därför endast släppas lös i inhägnade områden för att inte riskera att hunden försvinner iväg på jakt efter ett byte. När de väl har sprungit av sig är de sociala husdjur som gillar att vila på soffan med sin familj.

## Utseende

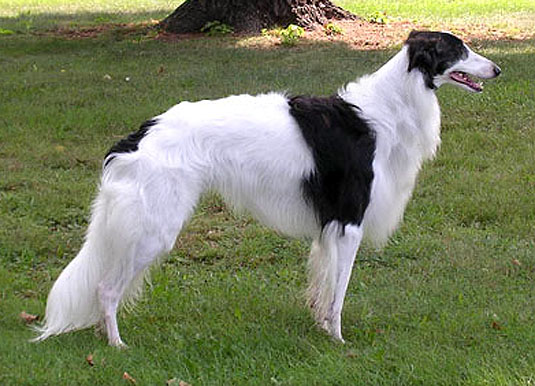
En svart och vit Silken Windhound

Silken Windhound är en vinthund i liten till medelstor storlek. Längden på pälsen varierar från medellång till lång och kan vara rak eller vågig. Alla färger är tillåtna.

## Hälsa
Rasen har lång medellivslängd och kan bli 16–18 år gamla. Rasen är känslig mot parasitmedlet ivermektin på grund av en mutation i MDR1-genen.